# 斯福尔扎家族
斯福尔扎家族（House of Sforza）是意大利文艺复兴时期以米兰为中心的统治家族。
斯福尔扎王朝由穆齐奥·斯福尔扎创立，他是来自罗马涅的雇佣兵头领，为那不勒斯的瓦卢瓦-安茹家族效力。
1447年，穆齐奥之子弗朗切斯科·斯福尔扎一世从消亡的维斯孔蒂家族手中获得米兰公爵的头衔，开始统治米兰。1445年，穆齐奥二儿子亚历山德罗·斯福尔扎开始了斯福尔扎家族对佩萨罗的统治，直至1512年加萊亞佐·斯福爾扎被教宗儒略二世罷黜，並將佩薩羅給予了教宗的姪子烏爾比諾公爵弗朗切斯科·瑪麗亞一世·德拉·羅維雷。穆齐奥三子博希奧一世·斯福爾扎建立了圣菲奥拉分支，斯福尔扎家族统治聖菲奧拉伯爵國直到1624年被托斯卡納大公國併吞，但家族成員仍保有伯爵頭銜直到1806年拿破崙佔領義大利。此外，斯福尔扎家族还有众多成员在教皇国担任重要职务，包含多位樞機主教。
15世紀後半葉，米蘭在歷代斯福爾扎公爵統治下逐漸繁榮昌盛，大興水利灌溉，農業、絲綢業迅速發展。它還擁有優於義大利除那不勒斯外的任何一個國家的軍事組織，控制著法意之間幾條主要通道，是抵禦外國侵略的屏障，也是對威尼斯領土擴張的鉗制。盧多維科·斯福爾扎（摩爾人）當權（1480年）以後，米蘭進入最鼎盛的時期，頂尖文藝天才如達文西等人，被公爵招集在米蘭城中，並為盛世貢獻巨大心力。但這個黃金時代沒過太長，到1494年爆發致命災星的義大利戰爭時（此戰連續60多年，給輝煌的義大利文藝復興造成巨大打擊），盧多維科主動和入侵義大利的法軍結盟，但是戰亂連年使米蘭軍費爆增，米蘭的財政、內政和文藝都急速墜落，而且法軍是請神容易送神難，1499年法軍視盧多維科為敵，攻佔米蘭並於次年將盧多維科囚禁（1508年死於監獄中）。
1500年後法國吞併米蘭長達13年，直到1513年神聖羅馬軍和西班牙聯手，才將法軍趕出米蘭、恢復斯福爾扎公爵（盧多維科之子马克西米利安·斯福尔扎）對米蘭的統治。但斯福爾扎公爵也成為西班牙的徹底傀儡，西班牙大軍常駐米蘭以控制其國政。到1535年最後一任斯福爾扎公爵無後而卒，米蘭公爵由西班牙王子腓力繼承，米蘭公國正式併入西班牙帝國之中。
通过卢克雷齐娅·博尔贾和乔瓦尼·斯福尔扎的包办婚姻，斯福尔扎家族与波吉亞家族联手。

## 米兰公国统治者
- 弗朗切斯科·斯福尔扎一世（1450年-1466年）
- 加莱亚佐·马里亚·斯福尔扎（1466年-1476年）
- 吉安·加莱亚佐·斯福尔扎（1476年-1494年）
- 卢多维科·斯福尔扎（1494年-1499年、1500年）
- 馬希米利安諾·斯福爾扎（英语：Maximilian Sforza）（1512年-1515年）
- 弗朗西斯科二世·斯福爾扎（1521年-1535年）

## 佩萨罗统治者
- 亚历山德罗·斯福尔扎（英语：Alessandro Sforza）（1445年-1473年）
- 科斯坦扎一世·斯福爾扎（英语：Costanzo I Sforza）（1473年-1483年）
- 乔瓦尼·斯福尔扎（1483年-1500年、1503年-1510年）
- 科斯坦扎二世·斯福爾扎（英语：Costanzo II Sforza）（1510年-1512年）
- 加萊亞佐·斯福爾扎（義大利語：Galeazzo Sforza (Pesaro)）（1512年8月5日-11月2日）

## 其他成员
- 比安卡·玛丽亚·斯福尔扎：神圣罗马帝国皇后。
- 博娜·斯福爾扎：波兰王后及立陶宛大公妃。
- 阿斯卡尼奧·斯福爾扎：樞機主教，弗朗切斯科·斯福尔扎一世之子。
- 卡特琳娜·斯福爾扎：加莱亚佐·马里亚·斯福尔扎的私生女，弗利伯爵夫人，她的後代創建了里亞里奧-斯福爾扎家族。
- 托馬索·里亞里奧·斯福爾扎（英语：Tommaso Riario Sforza）：19世紀樞機主教。
- 西斯托·里亞里奧·斯福爾扎（英语：Sisto Riario Sforza）：樞機主教，托馬索的姪子。
- 卡洛·斯福尔扎：20世紀初政治家，曾任義大利駐華大使、義大利眾議院主席。